# 小山宙丸
小山 宙丸（こやま ちゅうまる、1927年（昭和2年）8月28日 - 2006年（平成18年）9月22日）は、日本の哲学者。早稲田大学第13代総長。早稲田大学名誉教授。

## 来歴
東京都北区に生まれる。実家は東京都北区岩淵町にあった小山酒造。長らく都区内唯一の造り酒屋として知られていたが、2018年に酒造業から撤退した。第一早稲田高等学院文科（旧制）を経て、1951年（昭和26年） 早稲田大学文学部西洋哲学専攻（旧制）卒業。1953年（昭和28年） 早稲田大学大学院文学研究科修士課程（西洋哲学専攻）修了。1956年（昭和31年）早稲田大学大学院文学研究科博士課程（西洋哲学専攻）単位取得退学。同年、早稲田大学第一文学部助手。
1960年（昭和35年）早稲田大学専任講師、1963年（昭和38年） 早稲田大学助教授、1969年（昭和44年） 早稲田大学教授。1990年（平成2年）第13代早稲田大学総長に就任。1994年（平成6年）外交官の杉原千畝の事績を知って感銘を受け、総長として杉原千畝夫人を訪れて顕彰状を手渡した。杉原千畝の早稲田大学在校期間は1年半にも満たなかったが、この出来事をきっかけに杉原は早稲田大学校友として遇されることとなった。同年、早稲田大学総長退任。1997年（平成9年）白鷗大学学長就任。1998年までは早稲田大学教授との兼任、逝去時まで在任。1998年（平成10年） 早稲田大学を定年退職し、名誉教授となる。カトリックに改宗。晩年は「キケロ『義務』とは何か」を受けた思索を巡らせていた。
2006年（平成18年） 9月22日午前11時20分、肺炎により死去。79歳没。10月18日に白鷗大学において、10月31日に早稲田大学において、それぞれ大学葬が執り行われる。死没日付で叙従三位、瑞宝大綬章追贈。

## 著書

### 編著書
- 『概説宗教学』稲門堂、1987年5月。
- 『比較宗教哲学への道程』早稲田大学出版部、1992年7月。ISBN 9784657927019。
- 上智大学中世思想研究所 編『中世末期の神秘思想』小山宙丸 監修・編訳、平凡社〈中世思想原典集成 17〉、1992年2月。ISBN 9784582734270。
- 『聖書をめぐる九の冒険』文春ネスコ、1995年6月。ISBN 9784890368952。
- 『ヨーロッパ中世の自然観』創文社、1998年6月。ISBN 9784423171097。

### 共編著
- 小山宙丸(編集)、宮野升宏(編集)『比較思想の現在』北樹出版〈講座 比較思想―転換期の人間と思想〉、1993年10月。
- 小山宙丸 他『近代高等教育の成立 : 日本と欧米』早稲田大学社会科学研究所、1991年11月。
- 小山宙丸、田丸徳善、峰島旭雄『宗教の哲学』北樹出版〈現代哲学選書 11〉、1989年6月。ISBN 9784893840615。
- 小山宙丸、小泉仰、峰島旭雄『比較思想のすすめ』ミネルヴァ書房、1979年6月。

- 小山宙丸、伊藤友信、小泉仰、島田燁子、中里良男、峰島旭雄『転換期の倫理』北樹出版、1979年4月。

- 切支丹の受容と拒否をめぐる試論(小山宙丸)、福井康順、植田重雄、菅原信海、楠山春樹、三崎良周、福井文雅、堀越知巳 ほか『日本人の宗教意識の本質 : 日本の諸宗教の共存と相互影響における諸条件を通して』教文館、1973年。

- 小山宙丸 他『人間と文化 教養講演集<70>「哲学へのやさしい手引き」～哲学とは愛知である～』三愛新書、2004年12月。

### 共訳
- フリードリッヒ・ヘーア 著、小山宙丸・小西邦雄 訳『ヨーロッパ精神史』二玄社、1982年3月。
- M.P.ニルソン 著、小山宙丸・丸野稔・兼利琢也 訳『ギリシア宗教史』創文社、1992年9月。ISBN 9784423400104。
- 小山宙丸・宮野升宏編 編『比較思想の現在』北樹出版〈講座比較思想 転換期の人間と思想 第1巻〉、1993年10月。ISBN 9784893843173。

### 論文
- CiNii>小山宙丸

## 関連人物
- 峰島旭雄[5]